# Klaus Richtzenhain
Klaus Richtzenhain (* 1. November 1934 in Berlin; † Ende Februar 2025 in Erfurt) war ein deutscher Leichtathlet, der bei den XVI. Olympischen Spielen 1956 in Melbourne den zweiten Platz im 1500-Meter-Lauf belegte, hinter dem Iren Ron Delany (Gold) und vor dem Australier John Landy (Bronze). Er nahm für die DDR in einer gemeinsamen Mannschaft beider deutscher Staaten an den Spielen teil.

## Leben
Klaus Richtzenhain hatte 1951 als Lehrling in Dessau mit dem Lauftraining begonnen und war bereits ein Jahr später Landesmeister von Sachsen-Anhalt. 1955, für Leipzig startend, rückte er in die Weltspitze vor. 1956 galt er als zweitbester deutscher Läufer nach Siegfried Herrmann, der aber im 1500-Meter-Vorlauf mit einem Riss der Achillessehne ausschied. Nach seinem überraschenden zweiten Platz wurde er zum Fahnenträger der deutschen Mannschaft für die Abschlussveranstaltung bestimmt. Klaus Richtzenhain startete in Melbourne außerdem im 800-Meter-Wettbewerb, schied jedoch im Vorlauf aus.
Ein zweiter Olympiastart 1960 in Rom misslang durch Verletzungen. Nach dem Ende seiner Sportlerlaufbahn 1961 studierte er und wurde Ingenieur. Zuletzt lebte er als Rentner von der Öffentlichkeit zurückgezogen in Erfurt.
Richtzenhain startete für den SC Lokomotive Leipzig (Trainer: Max Syring), ab Ende 1960 für den SC Turbine Erfurt (Trainer: Ewald Mertens). In seiner aktiven Zeit war er 1,78 m groß und wog 62 kg. Mit seinem Laufstil galt Richtzenhain als elegantester deutscher Läufer.
Er starb Ende Februar 2025 im Alter von 90 Jahren.